# Balclutha nambai
Balclutha nambai är en insektsart. Balclutha nambai ingår i släktet Balclutha och familjen dvärgstritar. Inga underarter finns listade i Catalogue of Life.